# Karikattehalli, Belur
Karikattehalli là một làng thuộc tehsil Belur, huyện Hassan, bang Karnataka, Ấn Độ.